# سرعت حد

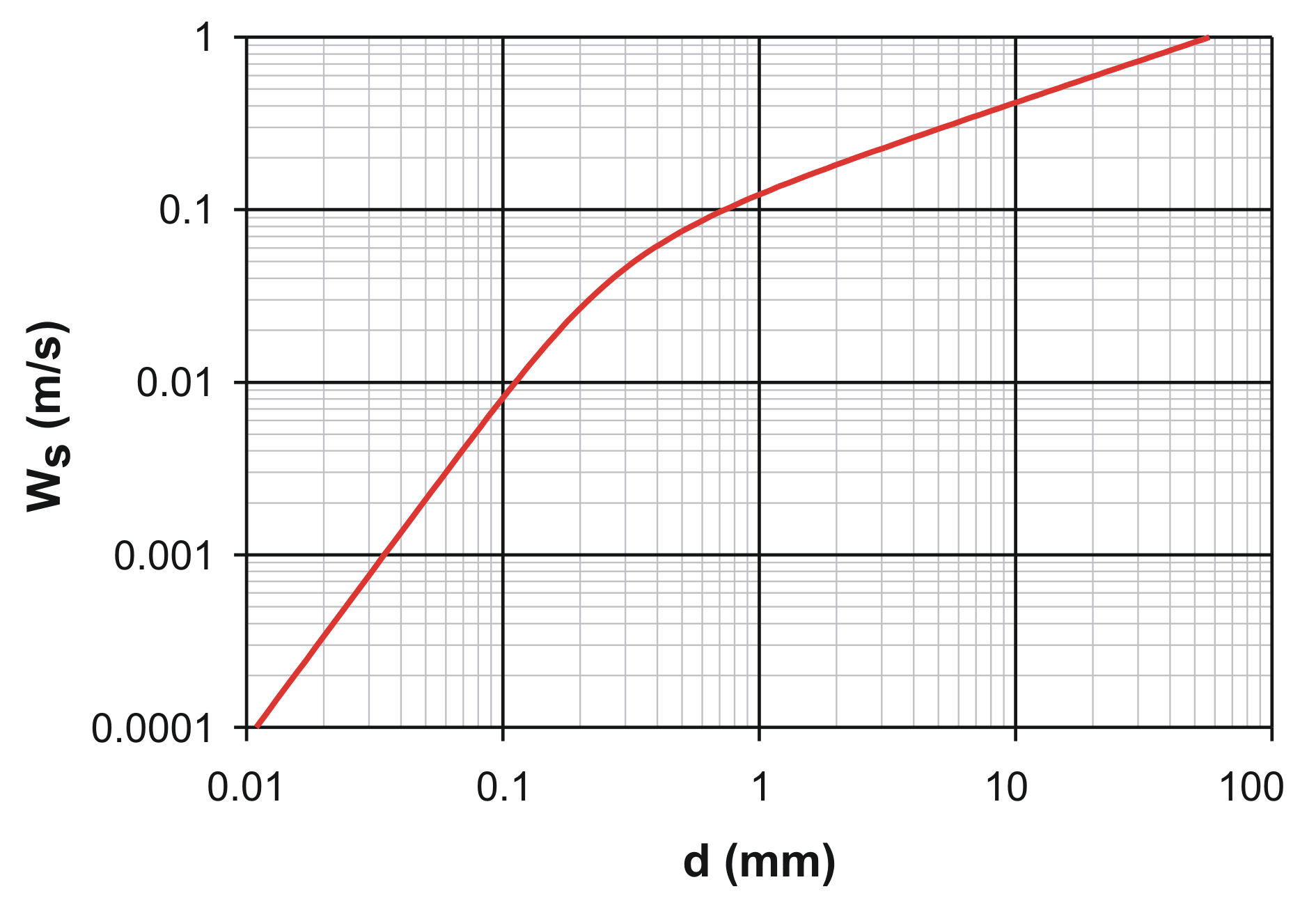
سرعت ته نشینی Ws یک دانه ماسه (قطر d، چگالی 2650 کیلوگرم بر متر مکعب) در آب در دمای 20 درجه سانتیگراد، با فرمول Soulsby (1997) محاسبه شده است.

در دینامیک شاره‌ها، یک جسم، زمانی با سرعت حد (به انگلیسی: Terminal velocity) حرکت می‌کند؛ که سرعتش به خاطر نیروی مقاومت هوا، آب یا شاره‌ی دیگری که در آن سقوط کرده ثابت شود. یک جسم که در حال سقوط آزاد است هنگامی به سرعت حد می‌رسد که نیروی به سمت پایینِ گرانش (Fg) با برآیند نیروهای به سمت بالا (نیروی کشش و نیروی شناوری) مساوی شود. با نوشتن موازنهٔ نیرو در
4/3πR^3g(ρs-ρf)=Fd
R، شعاع کرهٔ در حال سقوط، g شتاب گرانش، ρs چگالی کره و ρf چگالی شاره هستند.
برای پیش‌بینی سرعت حد یک جسم کروی در یک سیال نیوتنی در شرایط هم دما، معادلات پایستگی جرم و اندازه حرکت باید حل شوند. وجود جمله‌های غیرخطی مربوط به اینرسی در معادلهٔ پایستگی اندازه حرکت، حل این معادله‌ها را بسیار پیچیده می‌کند به طوری که حل مستقیم این معادله‌ها تنها با فرض قابل صرف نظر بودن جمله‌های اینرسی ممکن است. اینرسی کم، در سرعت‌های بسیار پایین رخ می‌دهد و برای پیش‌بینی سرعت ذرات با سرعت‌های متوسط و بالا باید از روابط تجربی استفاده کرد.
حل کامل معادلات پایستگی جرم و اندازه حرکت برای ذرهٔ در حال سقوط در سیالات غیرنیوتنی به دلیل مکانیزم متفاوت انتقال تنش برشی در این سیالات بسیار پیچیده و حل‌های عددی تنها برای سرعت‌های بسیار پایین ممکن است. استفاده از روابط تجربی برای پیش‌بینی روند سقوط ذرات در این محیط‌ها، رایج‌ترین شیوهٔ حل مسائل مهندسی مربوط به کنش و واکنش بین ذرات جامد و سیالات است.